# Renata Carraretto
Renata Carraretto (Cortina d'Ampezzo, 27 ottobre 1923 – Montevideo, 29 dicembre 2000) è stata una sciatrice alpina italiana.

## Biografia
Campionessa italiana di discesa libera nel 1947, l'anno successivo Renata Carraretto partecipò ai V Giochi olimpici invernali di Sankt Moritz 1948. In quell'occasione si piazzò 32° nella discesa libera, 18° nello slalom speciale e 22° nella combinata. Nello stesso anno vinse i Campionati nazionali nello slalom speciale, mentre l'anno seguente arrivò seconda.

## Palmarès

### Campionati italiani
- 3 medaglie[1]:
  - 2 ori (discesa libera nel 1947; slalom speciale nel 1948)
  - 1 argento (slalom speciale nel 1949)